# Sphagnum cundinamarcanum
Sphagnum cundinamarcanum är en bladmossart som beskrevs av H. Crum 1995. Sphagnum cundinamarcanum ingår i släktet vitmossor, och familjen Sphagnaceae. Inga underarter finns listade i Catalogue of Life.